# Дворянка (Николаевская область)
Дворянка (укр. Дворянка) — село в Доманёвском районе Николаевской области Украины.
Население по переписи 2001 года составляло 31 человек. Почтовый индекс — 56470. Телефонный код — 5152. Занимает площадь 0,325 км².

## Местный совет
56470, Николаевская обл., Доманёвский р-н, с. Мостовое, ул. Степная, 11